# Aida Mohamed
Aida Mohamed (Budapeste, 12 de março de 1976) é uma esgrimista húngara especializada em florete. Ao longo de sua carreira, ela competiu em sete Olimpíadas, desde sua estreia em 1996 até sua última participação em 2020, quando foi a porta-bandeira de sua nação na cerimônia de abertura.
Persuadida por seu professor a ingressar em aulas de esgrima durante a infância, Mohamed conquistou sua primeira medalha nacional em 1990, aos 14 anos de idade. Três anos depois, alcançou o título de vice-campeã mundial individual, perdendo a final para a italiana Francesca Bortolozzi. No referido certame, conquistou cinco medalhas de bronze ao longo de sua carreira. Além disso, possui um título europeu por equipes obtido em 2007.

## Palmarès
Campeonato Mundial
| Ano  | Local           | Evento              | Posição | Ref.  |
| ---- | --------------- | ------------------- | ------- | ----- |
| 1993 | Éssen           | Florete individual  | 2.ª     | [ 5 ] |
| 1994 | Atenas          | Florete por equipes | 3.ª     | [ 5 ] |
| 2002 | Lisboa          | Florete individual  | 3.ª     | [ 5 ] |
| 2003 | Havana          | Florete individual  | 3.ª     | [ 5 ] |
| 2006 | Turim           | Florete individual  | 3.ª     | [ 5 ] |
| 2007 | São Petersburgo | Florete individual  | 3.ª     | [ 5 ] |

Campeonato Europeu
| Ano  | Local    | Evento              | Posição | Ref.  |
| ---- | -------- | ------------------- | ------- | ----- |
| 2007 | Gante    | Florete por equipes | 1.ª     | [ 5 ] |
| 1992 | Gante    | Florete individual  | 2.ª     | [ 5 ] |
| 2001 | Coblença | Florete por equipes | 2.ª     | [ 5 ] |
| 2002 | Moscou   | Florete por equipes | 2.ª     | [ 5 ] |
| 2008 | Quieve   | Florete por equipes | 2.ª     | [ 5 ] |
| 1999 | Bolzano  | Florete por equipes | 3.ª     | [ 5 ] |
| 2013 | Zagrebe  | Florete por equipes | 3.ª     | [ 5 ] |
| 2015 | Montreux | Florete individual  | 3.ª     | [ 5 ] |

## Condecorações
- Ordem do Mérito da República da Hungria – Cruz de Prata (2004)[carece de fontes?]
- Ordem do Mérito da República da Hungria – Cruz de Ouro (2008)[6][7]